# Francesco Zurolo
Francesco Zurolo, detto anche Francesco Zurulo (in alcuni documenti storici dell'epoca) o più comunemente Francesco Zurlo (prima metà del XV secolo – 11 agosto 1480), fu un feudatario italiano, barone di Oppido Lucano e feudatario di Pietragalla e Casalaspro (un borgo sorto nei pressi di Pietragalla).
Era un membro della nobile famiglia Zurolo o Zurlo.
Fu anche capo militare e capitano della città di Otranto, insieme a Giovanni Antonio Delli Falconi, durante l'assedio dei turchi ottomani, durante le prime fasi della conquista ottomana della città; morì eroicamente con i suoi soldati poco dopo una breccia nelle mura, dove fu ucciso dai soldati turchi.
Fu fondatore postumo, per sua volontà, del complesso conventuale di Santa Maria del Gesù detto di Sant'Antonino ad Oppido Lucano e anche per volontà di una delle sue figlie, Caterina Zurolo, che esaudì le volontà del padre morto in battaglia. Il complesso vide la sua costruzione nel 1482.

## Biografia
Francesco Zurolo (detto Zurlo) signore feudale e barone di Pietragalla - Casalaspro e Oppido Lucano (PZ), discendente da una delle più importanti famiglie napoletane cui possedeva nel Regno di Napoli svariati feudi. La cronaca della famiglia è registrata sin dai tempi più remoti e ha goduto, con alterne fortune, di nobiltà nel Regno e in particolare in Basilicata, Terra d'Otranto e Molise.

### La Battaglia di Otranto
In previsione dell'invasione turca della Puglia, fu nominato da Ferrante d'Aragona come comandante della piazza (o della guarnigione) di Otranto insieme all'altro capitano: Giovanni Antonio Delli Falconi col quale guidò l'eroica ma disperata difesa della città attaccata da circa 16000 turchi.
Nel giorno dell'ultima battaglia, quando i turchi riuscirono ad aprire una breccia nelle mura, nonostante fosse stato gravemente ferito al braccio in un assalto del giorno precedente, Francesco accorse armato insieme al figlio e ad altri valorosi nel tentativo di respingere gli invasori.

#### Versioni varie sulla sua morte e quella del figlio
Sulla sua morte si hanno diverse versioni: in una, catturato dai turchi, è segato in due; nell'altra, più accreditata, muore combattendo nella difesa delle mura probabilmente mutilato, fatto questo che avrebbe dato origine alla prima versione.
Secondo un'altra versione, ad Otranto il comandante della città, Francesco Zurolo, invece di arrendersi di fronte alla forza soverchiante dei turchi (18000 erano i soldati contro i 6000 cittadini), prese a impiccare alcuni loro emissari, a impalare alcuni loro prigionieri e addirittura a sparare un colpo di bombarda contro lo stesso Gedik, che si era avvicinato con un natante nel porto per parlamentare. La rappresaglia fu particolarmente cruenta: 813 persone vennero decapitate dopo 15 giorni di resistenza: il comandante Zurlo cadde sugli spalti delle mura durante l'ultimo assalto del nemico, mentre l'anziano vescovo morì d'infarto.
Anche sulla sorte del figlio le fonti discordano: secondo alcuni cadde eroicamente insieme al padre, secondo altri fu condotto prigioniero in Turchia, dove gli fecero rinnegare Cristo.

#### Sepoltura
Nella chiesa di Santa Caterina a Formiello a Napoli si conservano due teche contenenti alcuni resti mortali-teschi, degli eroici difensori di Otranto, tra cui quelli dei due prodi capitani che furono recuperati e traslati (da Otranto a Napoli) per volontà di Alfonso II d'Aragona.

## Dediche
- Nel centro storico di Otranto, nei pressi della Cattedrale romanica, le strade sono quasi tutte dedicate agli eroi della Battaglia di Otranto. Tra queste ce n'è anche una dedicata a Francesco Zurlo – capitano 1480".

### Fonti storiche
- Maria Corti, L'ora di tutti, Bompiani, 1991,  pp. 26, 100 e 104, ISBN 9788845216886. URL consultato il 23 maggio 2024.